# Euriphene doriclea
Euriphene doriclea är en fjärilsart som beskrevs av Dru Drury 1782. Euriphene doriclea ingår i släktet Euriphene och familjen praktfjärilar. Inga underarter finns listade i Catalogue of Life.